# Saison 2011-2012 de l'AJ Auxerre
Maillots
Chronologie
Saison précédente Saison suivante
L'AJ Auxerre joue lors de la saison 2011-2012, sa trente-deuxième saison consécutive parmi l'élite. Gérard Bourgoin dispute sa première saison en tant que président, et un nouvel entraîneur arrive au club, Laurent Fournier. Cette saison voit le club s'engager dans trois compétitions que sont la Ligue 1, la Coupe de France et la Coupe de la Ligue.

## Avant-saison
Avant même la fin de la saison 2010-2011, des problèmes se sont fait jour à l'intérieur de l'équipe dirigeante. Gérard Bourgoin veut prendre en main la présidence de l'AJ Auxerre à la place d'Alain Dujon, président depuis deux ans. Une assemblée générale extraordinaire est convoquée avec pour but de conforter la place d'Alain Dujon à la tête du club. À la suite de différents désaccords lors des jours précédents la réunion, les partisans d'Alain Dujon quittent la réunion, mais pas ceux de Gérard Bourgoin. La réunion se poursuit donc et elle aboutit à la nomination de Gérard Bourgoin comme nouveau président de l'AJ Auxerre. Alain Dujon conteste les décisions prises lors de cette assemblée générale. Après plusieurs passages devant des tribunaux, Gérard Bourgoin est conforté comme nouveau président de l'AJA. L'ultime étape de la nomination du nouveau président se déroule le 24 mai 2011, lors du passage de Gérard Bourgoin devant le conseil d'administration du club. Lors de sa nomination, Gérard Bourgoin indique vouloir « porter haut les couleurs » d'Auxerre, en remettant la formation comme priorité du club et en essayant de conserver Jean Fernandez qui est en fin de contrat comme entraîneur.
Fin mai, Jean Fernandez décide de ne pas renouveler son contrat avec l'AJ Auxerre et de quitter le club ; il est annoncé à Lyon, Sochaux, Nancy et Bordeaux. Il décide de s'engager finalement avec l'AS Nancy-Lorraine, à la suite du projet ambitieux proposé par le président de ce club, alors que le président de Lyon, avait entamé des démarches pour l'engager. L'AJ Auxerre et son nouveau président Gérard Bourgoin se mettent alors à la recherche d'un nouvel entraîneur pour le club. Guy Lacombe, Élie Baup, Daniel Sanchez, Patrick Rémy, Enzo Scifo et Paul Le Guen sont contactés, mais c'est finalement Laurent Fournier qui est recruté comme nouvel entraîneur d'Auxerre avec à la clé un contrat de trois ans. La principale raison de ce choix est d'ordre financier car les autres entraîneurs contactés demandaient un salaire trop important. Dès son arrivée, le nouvel entraîneur annonce clairement ses ambitions : « Je veux qu'on joue ». Alors que le club a une image d'équipe défensive qui procède en contres, Fournier souhaite chambouler ce système. De même, contrairement à l'époque Guy Roux où les ambitions étaient de se maintenir, le néo-auxerrois cherche à s'approcher « le plus près possible des trois premières places » .
Lors du mercato estival, l'AJ Auxerre perd plusieurs de ses meilleurs joueurs : Benoît Pedretti transféré à Lille, Ireneusz Jelen qui quitte le club à la fin de son contrat, tout comme Valter Birsa qui signe au Genoa, ainsi que Jean-Pascal Mignot qui est transféré à l'AS Saint-Etienne après presque quatorze années passées à jouer pour Auxerre. Des joueurs de complément comme Julien Quercia (FC Lorient), Rémy Riou (Toulouse FC) et Frédéric Sammaritano (AC Ajaccio) quittent également le club dans l'optique d'un allégement de la masse salariale. Un troisième cadre de l'équipe lors de la saison 2010-2011, Cédric Hengbart prolonge quant à lui son contrat à l'AJA malgré de nombreuses sollicitations en France et à l'étranger.
Le club décide également de prêter de jeunes joueurs à des clubs de Ligue 2 et de National afin d'évaluer leurs potentiels : Willy Maeyens (Besançon RC), Maxime Bourgeois (LB Chateauroux) et Steeven Langil (CS Sedan).

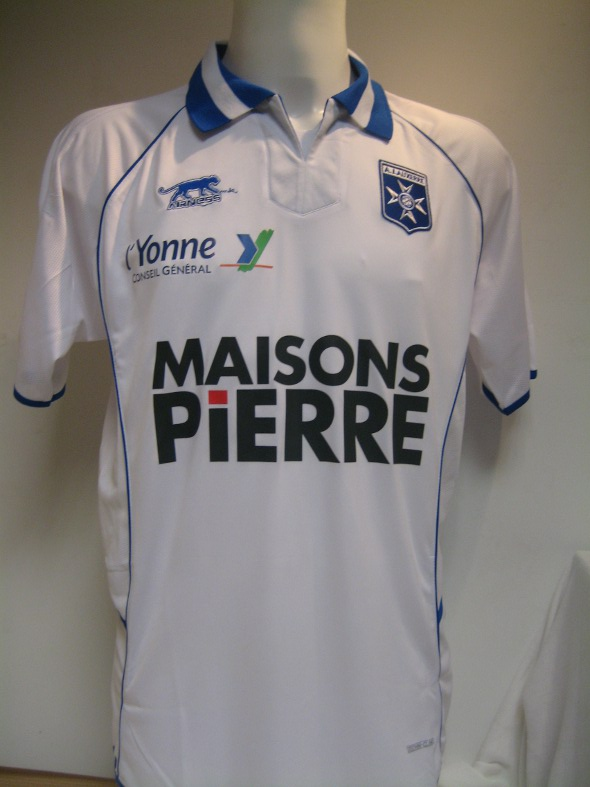
Maillot domicile pour la saison 2011-2012

Le feuilleton de l'été auxerrois est à attribuer à Delvin Ndinga. Désiré par l'Olympique lyonnais, il annonce sa volonté de rejoindre ce club. Gérard Bourgoin n'annonce pas formellement son joueur comme intransférable mais souhaite une offre décente de la part du club rhodanien. Ce dernier formule plusieurs offres, contenant notamment des joueurs en échange, mais toutes refusées jusqu'à présent  par le président qui déclare qu'il n'est pas mendiant pour accepter une offre de 9 M€.
Au rayon des arrivées, Omar Kossoko est le premier mouvement du club dès le mois de mai. Il fait alors parler lui, non pas par ses qualités footballistiques, mais pour ses frasques extra-sportives. En effet, sur son compte facebook, des supporters auxerrois remarquent des insultes envers ses nouveaux coéquipiers et la ville. Il s'ensuit la création d'un groupe sur ce même réseau social intitulé « Contre Omar Kossoko à l’AJ Auxerre ». Trois autres joueurs rejoignent le club : Ben Sahar, un grand espoir du football israélien, Rudy Haddad, le meilleur passeur du championnat de Ligue 2 de la saison passée et Issam Jemâa, en provenance du RC Lens.
Pour cette nouvelle saison, Airness est toujours l'équipementier du club, mais Senoble, qui était sponsor principal depuis deux ans, décide de ne pas renouveler le contrat. C'est la société Maisons Pierre qui obtient ce nouveau partenariat et voit donc son logo apposé sur la face avant des maillots de l'AJA. De plus, déjà partenaire du club depuis des années en étant présent sur la manche, le Conseil Général de l'Yonne apparaît désormais également devant.

### Transferts
| Été                     |               |                                   |                               |                                      |
| Nom                     | Nationalité   | Transfert                         | Provenance/Destination        | Division                             |
| Arrivées                |               |                                   |                               |                                      |
| Rudy Haddad             | France        | Transfert (0,75 M€, 3 ans)        | LB Châteauroux                | Ligue 2                              |
| Issam Jemâa             | Tunisie       | Transfert (2 M€, 4 ans)           | RC Lens                       | Ligue 2                              |
| Yonathan Del Valle      | Venezuela     | Transfert(4 ans)                  | Deportivo Tachira             | Championnat du Venezuela de football |
| Fins de Contrat         |               |                                   |                               |                                      |
| Omar Kossoko            | France        | Fin de contrat (3 ans)            | Amiens SC                     | National                             |
| Damien Dufour           | France        | Fin de contrat (2 ans)            | La Berrichonne de Châteauroux | Ligue 2                              |
| David Vandenbossche     | France        | Fin de contrat                    | Paris FC                      | National                             |
| Édouard Cissé           | France        | Résiliation de contrat            | Olympique de Marseille        | Ligue 1                              |
| Prêts                   |               |                                   |                               |                                      |
| Ben Sahar               | Israël        | Prêt avec option d'achat (1 an)   | Espanyol Barcelone            | Liga                                 |
| Retours de prêt         |               |                                   |                               |                                      |
| Steeven Langil          | France        | Retour de prêt                    | Valenciennes FC               | Ligue 2                              |
| David Camps             | France        | Retour de prêt                    | US Luzenac                    | National                             |
| Départs                 |               |                                   |                               |                                      |
| Benoît Pedretti         | France        | Transfert (2,5 M€)                | LOSC                          | Ligue 1                              |
| Frédéric Sammaritano    | France        | Résiliation du contrat            | AC Ajaccio                    | Ligue 1                              |
| Jean-Pascal Mignot      | France        | Transfert (1,5 M€)                | AS Saint-Étienne              | Ligue 1                              |
| Ousmane Cissokho        | Sénégal       | Transfert                         | Apollon Limassol              | Championnat de Chypre de football    |
| Johnson Soumahoro       | Côte d'Ivoire | Résiliation du contrat            |                               |                                      |
| Alexandre Licata        | France        | Résiliation de Contrat            |                               |                                      |
| Fins de Contrat         |               |                                   |                               |                                      |
| Valter Birsa            | Slovénie      | Fin de contrat                    | Genoa CFC                     | Serie A                              |
| Julien Quercia          | France        | Fin de contrat                    | FC Lorient                    | Ligue 1                              |
| Maxime Jasse            | France        | Fin de contrat                    | FC Villefranche Beaujolais    | CFA                                  |
| Rémy Riou               | France        | Fin de contrat                    | Toulouse FC                   | Ligue 1                              |
| Anicet Andrianantenaina | Madagascar    | Fin de contrat                    | Chernomorets Burgas           | Championnat de Bulgarie de football  |
| Ireneusz Jelen          | Pologne       | Fin de contrat                    | Lille OSC                     | Ligue 1                              |
| Itoua Onanga            | France        | Fin de contrat                    | PFC Litex Lovetch             | Championnat de Bulgarie de football  |
| Loic Puyo               | France        | Fin de contrat                    | Amiens SC                     | Ligue 2                              |
| Prêts                   |               |                                   |                               |                                      |
| Willy Maeyens           | France        | Prêt                              | Besançon RC                   | National                             |
| Maxime Bourgeois        | France        | Prêt                              | LB Châteauroux                | Ligue 2                              |
| Steeven Langil          | France        | Prêt avec option d'achat          | CS Sedan                      | Ligue 2                              |
| Jung Jo-Gook            | Corée du Sud  | Prêt avec option d'achat          | AS Nancy-Lorraine             | Ligue 1                              |
| Vincent Acapandié       | France        | Prêt                              | AC Arles-Avignon              | Ligue 2                              |
| Hiver                   |               |                                   |                               |                                      |
| Nom                     | Nationalité   | Transfert                         | Provenance/Destination        | Division                             |
| Arrivées                |               |                                   |                               |                                      |
| Georges Mandjeck        | Cameroun      | Transfert (1,5 M€, 4 ans et demi) | Stade rennais                 | Ligue 1                              |
| Fins de Contrat         |               |                                   |                               |                                      |
| Olivier Kapo            | France        | Sans contrat (1 an et demi)       | Sans club                     |                                      |
| Départs                 |               |                                   |                               |                                      |
| Prêts                   |               |                                   |                               |                                      |
| Issam Jemâa             | Tunisie       | Prêt                              | Stade brestois 29             | Ligue 1                              |
| Vincent Acapandié       | France        | Prêt                              | AC Arles-Avignon              | Ligue 2                              |

### Préparation d'avant-saison
Comme l'année précédente, l'AJA reprend l'entraînement le 28 juin, suivi d'un stage en Allemagne du 3 au 9 juillet. Puis les joueurs auxerrois disputent des matchs amicaux, dont la première édition du tournoi de Jacques-Braconnier, avant la reprise des compétitions officielles. L'AJA bat notamment Kaiserslautern 2-1.
| Date       | Adversaire                     | Lieu    | Résultat | Buteurs pour l'AJA   |
| ---------- | ------------------------------ | ------- | -------- | -------------------- |
| 9 juillet  | Stade de Reims (Ligue 2)       | Reims   | 0 - 2    | Sahar , Traoré       |
| 20 juillet | FC Kaiserslautern (Bundesliga) | Auxerre | 2 - 1    | Jemâa 50e, Dudka 53e |
| 23 juillet | FC Sochaux (Ligue 1)           | Tavaux  | 2 - 0    |                      |
| 27 juillet | US Orléans (National)          | Saran   | 1 - 1    | Le Tallec 90e        |
| 30 juillet | FC Lorient (Ligue 1)           | Lorient | 1 - 0    |                      |

#### Tournoi Jacques-Braconnier
Pour la première édition de ce tournoi de pré-saison qui se déroule à Saint-Quentin le 14 et 15 juillet, l'AJ Auxerre affronte le RC Lens, l'ESTAC et la Gantoise.
| Date       | Tour                   | Adversaire        | Lieu          | Résultat            | Buteurs pour l'AJA |
| ---------- | ---------------------- | ----------------- | ------------- | ------------------- | ------------------ |
| 13 juillet | Demi-finale            | RC Lens (Ligue 2) | Saint-Quentin | 0 - 1               |                    |
| 14 juillet | Match pour la 3e place | ESTAC (Ligue 2)   | Saint-Quentin | 1 - 1 (7 t-a-b à 6) | Traoré             |

## Joueurs et encadrement technique

### Effectif et encadrement
Notes : L'âge indiqué correspond à celui du joueur à la date du 7 août 2011.

1 : joueur prêté par l'AJ Auxerre lors du mercato estival.

2 : joueur prêté par l'AJ Auxerre lors du mercato hivernal.

3 : joueur arrivé à l'AJ Auxerre lors du mercato hivernal

## Résumé de la saison

### Une longue série d'invincibilité

L'équipe-type de l'AJ Auxerre lors de la première moitié de la saison 2011-2012.

L'AJA reprend la compétition avec un déplacement à Montpellier pour la première journée de Ligue 1. Donovan Léon, jeune gardien de 18 ans et formé au club, commence le match pour suppléer Sorin, en phase de retour après sa blessure. Jemâa et Sahar, les nouvelles recrues sont également titulaires. Comme annoncé par Laurent Fournier, l'équipe se montre immédiatement plus joueuse et se créer de nombreuses occasions, parvenant même à trouver le poteau par l’intermédiaire de Traoré. Mais les icaunais ne réussissent pas à faire trembler les filets. Contrairement aux locaux qui, pour une de leurs premières occasions, ouvrent le score. Auxerre se reprend juste avant le retour au vestiaire et égalise par son homme fort de la soirée, Traoré. Mais à la 75e, à la suite d'un ballon perdu par Jemâa, les heraultais repassent devant avant de définitivement tuer le match en fin de rencontre qui se termine sur un score de 3-1. Cependant, et malgré la défaite un peu contre le cours du jeu, les auxerrois ont offert un jeu attrayant qui laisse de beaux espoirs pour la suite.
Quelques jours après, le tirage au sort pour les seizièmes de finale de la coupe de la Ligue désigne l'AS Nancy-Lorraine comme adversaire d'Auxerre. Le match aura lieu au stade Marcel Picot, où les joueurs retrouveront leur ancien entraîneur, Jean Fernandez et alors que les deux équipes se rencontreront à nouveau dix jours plus tard en championnat.
Premier gros match de la saison avec la réception de Marseille, où les Auxerrois commencent mal la rencontre avec un but encaissé dès la 3e minute et même une aggravation du score avant la pause. Les Marseillais se pensent alors en bonne voie de remporter le match. Cependant, Traoré redonne espoir à ses coéquipiers avant que Roy Contout n'égalise à neuf minutes du terme. Lors de la seconde période, l'équipe montre à nouveau un visage offensif et domine les Phocéens. Les deux équipes se quittent sur un match nul 2-2 avec chacune une période de domination.
Pour le déplacement à Bordeaux, cinq joueurs titulaires au match précédent débutent sur le banc. Les Bordelais maîtrisent le match et voient cet avantage se concrétiser par un but de Gouffran. Encore une fois, les icaunais concèdent l'ouverture du score. Mais Traoré, à nouveau lui, égalise en deuxième mi-temps et permet à Auxerre d'arracher le match nul. Les changements de Laurent Fournier ont permis à son équipe de se réveiller, grâce notamment au replacement de Traoré un cran plus haut, à son poste habituel de milieu offensif.
Le match suivant offre aux Auxerrois de recevoir les corses d'Ajaccio, juste derrière eux au classement (17e). À cette occasion, ils retrouvent leur ancien coéquipier Sammaritano. Édouard Cissé, le néo-auxerrois en provenance de Marseille est titulaire. L'équipe se montre tout de suite très entreprenante dès le début du match contrairement aux matchs précédents. Ben Sahar, très en jambes se blesse après 26 minutes et est remplacé par Contout. Auxerre concrétise ses occasions par un premier but de Chafni avant la pause. Mais, il faut attendre le dernier quart d'heure pour voir le match s'emballer, avec deux nouveaux buts de Traoré (meilleur buteur du championnat) et un dernier but de Le Tallec, ce qui est seulement son deuxième sous le maillot ajaïstes. Entre-temps, Ilan a tout de même réduit l'écart. Bien que l'objectif de Fournier de six points à la trêve ne soit pas atteint, sa nouvelle équipe commence à convaincre.
Le même jour, une nouvelle recrue est révélée en la personne de Yonathan Del Valle. Le jeune vénézuélien, sollicité notamment par Porto, signe un contrat pour les quatre prochaines années.
Les ajaistes se déplacent à Marcel-Picot dans le cadre des seizièmes de finale de la coupe de la Ligue. Placé durant des matchs internationaux, l'AJA se voit privée de nombreux titulaires habituels (Traoré, Coulibaly, Chafni, Sidibé...). L'équipe maîtrise le match sans se montrer flamboyante, notamment en première période où les Nancéiens se créent davantage d'occasions. Mais au retour des vestiaires, la qualité de jeu s'améliore et Auxerre ouvre le score par l'intermédiaire de Le Tallec. Cependant, les Lorrains égalisent cinq minutes plus tard. En fin de match, Laurent Fournier fait entrer Kossoko qui, dès son premier ballon, marque le but de la victoire. Lui et ses coéquipiers se contentent alors de gérer le match, à la suite notamment de l'expulsion de Samba Diakité. Les Bourguignons se qualifient pour les huitièmes avant de retrouver à nouveau Jean Fernandez dans onze jours.
Le lendemain de la fin du mercato, Gérard Bourgoin annonce la prolongation d'un an de Ndinga qui est donc lié au club jusqu'en 2015.
L'AJ Auxerre revient à l'AS Nancy-Lorraine après sa victoire en Coupe de la Ligue acquis quelques jours auparavant. L'AS Nancy-Lorraine lors de cette 5e journée de Ligue 1 est toujours à la recherche de sa première victoire (trois défaites et un nul). Le spectacle offert lors de la rencontre est toutefois peu spectaculaire car le terrain synthétique subit une météo pluvieuse, ce qui nuit à la qualité de jeu des deux équipes. Côté auxerrois, Rudy Haddad remplace Ben Sahar qui s'est blessé lors du match contre l'AC Ajaccio le mois précédent. Donovan Léon est à nouveau titulaire depuis le match de la 1re journée contre le Montpellier HSC dans les buts ajaïstes à la suite d'une blessure du gardien titulaire Olivier Sorin en milieu de semaine, il fit d'ailleurs plusieurs arrêts décisifs lors de ce match. Le match se termine sur un score de parité (0 à 0).
Ensuite, c'est une équipe du SM Caen restant sur trois défaites de rang (Lille OSC, SR Rennes et Toulouse FC) qui se déplace au stade de l'Abbé-Deschamps. L'équipe de l'AJ Auxerre enregistre le retour d'Olivier Sorin dans les buts et Ben Sahar est quant à lui jugé trop juste pour entamer la rencontre. Les Auxerrois tentèrent de nombreuses frappes en première période (Coulibaly 9e, Oliech 16e et 20e, Chafni 20e, Traoré 32e). Mais c'est Jemâa à la 32e minute qui ouvre finalement le score sur une passe de Cissé, avant que Nivet (un ancien ajaïste) ne remette les compteurs à égalité juste avant la mi-temps (44e minute). Au cours de la deuxième mi-temps, Coulibaly se blesse à une cuisse et est indisponible pour une durée d'environ trois matchs,.
Lors du déplacement de l'AJA à Lorient, le FC Lorient a déjà récolté onze points lors des six premières journées et est la meilleure défense de Ligue 1 avant le coup d'envoi. Ndinga, Coulibaly et Segbefia sont indisponibles pour ce match, Laurent Fournier décide de titulariser Grichting dans l'axe central de la défense. Le FC Lorient réalise une première mi-temps très solide avec 63 % de possession de balle et est logiquement récompensé de sa domination à la 22e minute par Emeghara. Il faut attendre la deuxième mi-temps pour avoir enfin l'AJA produire du jeu. À la 63e minute, Oliech égalise sur une passe de Le Tallec. L'AJ Auxerre avec un peu plus réussite aurait même pu l'emporter.
Pour la 8e journée, Auxerre reçoit le FC Sochaux-Montbéliard qui reste sur un 6 - 2 encaissé à domicile contre le Stade rennais FC. Pour ce match, l'AJA est toujours privé de Ndinga, ainsi que d'Haddad et de Coulibaly, mais enregistre la première apparition de Del Valle dans le groupe. Dès la 2e minute, Maïga ouvre le score. L'AJ Auxerre reste sans réaction jusqu'à la mi-temps. En deuxième mi-temps, c'est une équipe d'Auxerre métamorphosée qui revient sur la pelouse au retour des vestiaires. Traoré égalise à la 51e minute et consolide ainsi sa place de meilleure buteur du championnat. Il s'ensuit ensuite le « show » Oliech qui réalise le coup du chapeau (52e, 63e et 67e). En seize minutes, l'AJA a marqué quatre buts et plié le match.
Le 30 septembre 2011 le gardien de l'AJ Auxerre Olivier Sorin prolonge son contrat jusqu'en 2015.
En ce premier jour du mois d'octobre, Auxerre se déplace au stade de Geoffroy-Guichard pour affronter l'AS Saint-Étienne. Jérémy Berthod ne peut participer au match pour cause de suspension. Haddad et Ndinga étant toujours blessés, le jeune Meïté est appelé pour la première fois dans le groupe professionnel. Dès la 5e minute, Sahar ouvre le score sur une passe de Le Tallec ; la deuxième passe décisive de Le Tallec en deux matchs de suite à l'extérieur. Peu avant la mi-temps, Guilavogui égalise pour l'AS Saint-Étienne. Les nombreuses tentatives stéphanoises sont repoussées par la défense ajaïste au cours de la seconde période. Le match se termine sur le score de 1 - 1.
Le 18 mars 2012, à la suite de la défaite face à Évian et sans victoire depuis le 11 décembre, le club se sépare de son entraîneur Laurent Fournier et engage Jean-Guy Wallemme pour une « pige » jusqu'à la fin de la saison,. C'est la première fois dans toute son histoire que le club licencie un entraîneur en cours de saison. Le 13 mai 2012 à la suite d'une défaite de plus 3-0 face à l'Olympique de Marseille le club est relégué en Ligue 2 pour la saison 2012-2013.

### Championnat

#### Matchs amicaux au cours de la saison
| Date        | Adversaire  | Lieu                 | Résultat | Buteurs pour l'AJA         |
| ----------- | ----------- | -------------------- | -------- | -------------------------- |
| 7 septembre | Équipe UNFP | Stade Abbé-Deschamps | 2 - 0    | Le Tallec 15e Missilou 76e |
| 7 octobre   | Congo       | Stade Abbé-Deschamps | 1 - 2    | Fall 9e                    |

#### Détail des matchs
| Date         | N o | Adversaire               | Lieu | Résultat | Buteurs pour l'AJA                       | Points | Place | Public |
| ------------ | --- | ------------------------ | ---- | -------- | ---------------------------------------- | ------ | ----- | ------ |
| 6 août       | 1   | Montpellier HSC          | Ext. | 3 - 1    | Traoré 45+1e                             | 0      | 17e   | 12198  |
| 14 août      | 2   | Olympique de Marseille   | Dom. | 2 - 2    | Traoré 47e Contout 81e                   | 1      | 17e   | 19 342 |
| 20 août      | 3   | Girondins de Bordeaux    | Ext. | 1 - 1    | Traoré 66e                               | 2      | 16e   | 20 350 |
| 27 août      | 4   | AC Ajaccio               | Dom. | 4 - 1    | Chafni 34e Traoré 75e 80e Le Tallec 90e  | 5      | 12e   | 8 622  |
| 11 septembre | 5   | AS Nancy-Lorraine        | Ext. | 0 - 0    |                                          | 6      | 10e   | 14 206 |
| 17 septembre | 6   | SM Caen                  | Dom. | 1 - 1    | Jemâa 32e                                | 7      | 9e    | 8 962  |
| 21 septembre | 7   | FC Lorient               | Ext. | 1 - 1    | Oliech 61e                               | 8      | 11e   | 15 661 |
| 25 septembre | 8   | FC Sochaux               | Dom. | 4 - 1    | Traoré 54e Oliech 55e 63e 67e            | 11     | 9e    | 8 437  |
| 1er octobre  | 9   | AS Saint-Étienne         | Ext. | 1 - 1    | Sahar 5e                                 | 12     | 9e    | 19 338 |
| 15 octobre   | 10  | Lille OSC                | Dom. | 1 - 3    | Oliech 36e                               | 12     | 10e   | 11 175 |
| 23 octobre   | 11  | Stade rennais            | Dom. | 0 - 1    |                                          | 12     | 11e   | 9 514  |
| 29 octobre   | 12  | Évian Thonon Gaillard FC | Ext. | 3 - 1    | Dudka 71e (pen.)                         | 12     | 13e   | 11 060 |
| 6 novembre   | 13  | Toulouse FC              | Dom. | 2 - 0    | Sanogo 59e Contout 88e                   | 15     | 12e   | 7 238  |
| 20 novembre  | 14  | Valenciennes FC          | Ext. | 2 - 1    | Traoré 34e                               | 15     | 14e   | 13 383 |
| 27 novembre  | 15  | Olympique lyonnais       | Dom. | 0 - 3    |                                          | 15     | 16e   | 12 080 |
| 3 décembre   | 16  | Paris Saint-Germain      | Ext. | 3 - 2    | Oliech 59e Dudka 87e                     | 15     | 16e   | 42 035 |
| 10 décembre  | 17  | OGC Nice                 | Dom. | 2 - 0    | Oliech 13e Sahar 65e                     | 18     | 13e   | 7 081  |
| 17 décembre  | 18  | Stade brestois           | Ext. | 1 - 0    |                                          | 18     | 14e   | 13 677 |
| 21 décembre  | 19  | Dijon FCO                | Dom. | 2 - 2    | Le Tallec 80e Jemâa 90e                  | 19     | 15e   | 14 350 |
| 14 janvier   | 20  | AC Ajaccio               | Ext. | 2 - 1    | Oliech 14e                               | 19     | 16e   | 5 522  |
| 28 janvier   | 21  | AS Nancy-Lorraine        | Dom. | 3 - 1    | Cissé 82e                                | 19     | 18e   | 10 815 |
| 4 février    | 22  | SM Caen                  | Ext. | 2 - 1    | Contout 60e                              | 19     | 19e   | 13 928 |
| 11 février   | 23  | FC Lorient               | Dom. | 1 - 1    | Boly 18e                                 | 20     | 19e   | 7 373  |
| 18 février   | 24  | FC Sochaux               | Ext. | 0 - 0    |                                          | 21     | 18e   | 12 136 |
| 25 février   | 25  | AS Saint-Étienne         | Dom. | 0 - 0    |                                          | 22     | 19e   | 13 683 |
| 3 mars       | 26  | Lille OSC                | Ext. | 2 - 2    | Sahar 80e Hengbart 84e                   | 23     | 19e   | 16 971 |
| 11 mars      | 27  | Stade rennais            | Ext. | 1 - 1    | Oliech 10e                               | 24     | 19e   | 22 886 |
| 17 mars      | 28  | Évian Thonon Gaillard FC | Dom. | 2 - 0    |                                          | 24     | 20e   | 17 991 |
| 25 mars      | 29  | Toulouse FC              | Ext. | 1 - 0    |                                          | 24     | 20e   | 30 538 |
| 31 mars      | 30  | Valenciennes FC          | Dom. | 2 - 0    | Chafni 24e Oliech 66e                    | 27     | 20e   | 14 183 |
| 7 avril      | 31  | Olympique lyonnais       | Ext. | 2 - 1    | Traoré 42e                               | 27     | 20e   | 31 492 |
| 15 avril     | 32  | Paris Saint-Germain      | Dom. | 1 - 1    | Le Tallec 86e                            | 28     | 20e   | 12 010 |
| 21 avril     | 33  | OGC Nice                 | Ext. | 1 - 0    |                                          | 28     | 20e   | 9 140  |
| 29 avril     | 34  | Stade brestois           | Dom. | 4 - 0    | Cissé 5e Kapo 17e Traoré 28e Contout 39e | 31     | 20e   | 14 421 |
| 3 mai        | 35  | Dijon FCO                | Ext. | 2 - 0    | Contout 30e Ndinga 86e                   | 34     | 17e   | 14 764 |
| 7 mai        | 36  | Girondins de Bordeaux    | Dom. | 4 - 2    | Kapo 67e 80e                             | 34     | 20e   | 16 553 |
| 13 mai       | 37  | Olympique de Marseille   | Ext. | 3 - 0    |                                          | 34     | 20e   | 40 087 |
| 20 mai       | 38  | Montpellier HSC          | Dom. | 2 - 1    | Kapo 20e                                 | 34     | 20e   | 16 509 |

#### Classement
Extrait du classement de Ligue 1 2011-2012
| Rang                                              | Équipe            | Pts | J  | G | N  | P  | Bp | Bc | Diff |
| ------------------------------------------------- | ----------------- | --- | -- | - | -- | -- | -- | -- | ---- |
| 15                                                | Stade brestois 29 | 41  | 38 | 8 | 17 | 13 | 31 | 38 | -7   |
| 16                                                | AC Ajaccio        | 41  | 38 | 9 | 14 | 15 | 40 | 61 | -21  |
| 17                                                | FC Lorient        | 39  | 38 | 9 | 12 | 17 | 35 | 49 | -14  |
| 18                                                | SM Caen           | 38  | 38 | 9 | 11 | 18 | 39 | 59 | -20  |
| 19                                                | Dijon FCO         | 36  | 38 | 9 | 9  | 20 | 38 | 63 | -25  |
| 20                                                | AJ Auxerre        | 34  | 38 | 7 | 13 | 18 | 46 | 57 | -11  |
| 18e, 19e et 20e : relégation en Ligue 2 2012-2013 |                   |     |    |   |    |    |    |    |      |

### Coupe de France
| Date            | Tour                      | Adversaire     | Lieu                                | Résultat | Buteurs pour l'AJA | Public |
| --------------- | ------------------------- | -------------- | ----------------------------------- | -------- | ------------------ | ------ |
| 7 janvier 2012  | Trente-deuxième de finale | FC Chambly     | Stade de la Licorne (Amiens)        | 0 - 1 ap | Dudka 117e (pen.)  |        |
| 21 janvier 2012 | Seizième de finale        | LB Châteauroux | Stade de l'Abbé-Deschamps (Auxerre) | 1 - 2    | Dudka 77e          |        |

### Coupe de la Ligue
| Date       | Tour               | Adversaire        | Lieu                 | Résultat | Buteurs pour l'AJA        | Public |
| ---------- | ------------------ | ----------------- | -------------------- | -------- | ------------------------- | ------ |
| 30 août    | Seizième de finale | AS Nancy-Lorraine | Stade Marcel-Picot   | 1 - 2    | Le Tallec 50e Kossoko 74e | 6 086  |
| 26 octobre | Huitième de finale | SM Caen           | Stade Abbé-Deschamps | 1 - 2 ap | Sahar 29e                 | 7 628  |

## Équipe réserve

### Matchs amicaux
| Date       | Adversaire                     | Lieu              | Résultat | Buteurs pour l'AJA B |
| ---------- | ------------------------------ | ----------------- | -------- | -------------------- |
| 20 juillet | Al Kharitiyath (Qatar)         | Auxerre           | 0 - 2    |                      |
| 24 juillet | Yzeure (CFA)                   | Auxerre           | 0 - 5    |                      |
| 31 juillet | Romorantin (CFA)               | Nouan-le-Fuzelier | 3 - 1    | Camps 8e             |
| 3 août     | ES Troyes AC (réserve) (CFA 2) | Troyes            | 1 - 1    | Haller               |
| 7 août     | Dijon FCO (réserve) (CFA 2)    | Auxerre           | 3 - 1    | Kossoko Jo-Gook      |

### Championnat
| Date         | N o | Adversaire                | Lieu | Résultat | Buteurs pour l'AJA B                             | Points | Classement |
| ------------ | --- | ------------------------- | ---- | -------- | ------------------------------------------------ | ------ | ---------- |
| 13 août      | 1   | Dunkerque USL             | Dom. | 1 - 2    | Fall                                             | 1      | 14e        |
| 20 août      | 2   | Avion                     | Ext. | 1 - 2    | Fall 61e Monconduit 74e                          | 5      | 9e         |
| 27 août      | 3   | Amiens AC                 | Dom. | 3 - 1    | Sanogo Meite 80e                                 | 9      | 6e         |
| 3 septembre  | 4   | Drancy                    | Ext. | 1 - 1    | Fall 25e                                         | 11     | 4e         |
| 10 septembre | 5   | Alforville                | Dom. | 3 - 1    | Sanogo Ntep Kallé                                | 15     | 3e         |
| 17 septembre | 6   | Valenciennes FC (réserve) | Ext. | 1 - 0    |                                                  | 16     | 5e         |
| 24 septembre | 7   | Villemomble               | Dom. | 3 - 0    | Camps Fall Haller                                | 20     | 5e         |
| 8 octobre    | 8   | PSG (réserve)             | Ext. | 0 - 2    | Kallé 11e Haller 62e                             | 24     | 2e         |
| 22 octobre   | 9   | CA Bastia                 | Dom. | 0 - 0    |                                                  | 26     | 3e         |
| 5 novembre   | 10  | RC Lens (réserve)         | Ext. | 0 - 4    | Haller Del Valle Missilou Acapandié              | 30     | 2e         |
| 12 novembre  | 11  | Ivry                      | Dom. | 2 - 1    | Del Valle 38e Dufour                             | 34     | 1er        |
| 26 novembre  | 12  | Poissy                    | Ext. | 4 - 1    | Vandenbossche 38e                                | 35     | 2e         |
| 3 décembre   | 13  | US Moissy-Cramayel        | Dom. | 1 - 1    | Jemâa 19e (pen.)                                 | 37     | 3e         |
| 17 décembre  | 14  | Compiègne                 | Dom. | 4 - 1    | Vandenbossche 35e Ntep 39e Camps 45e Inconnu 50e | 41     | 3e         |
| 14 janvier   | 15  | FC Calvi                  | Ext. | 0 - 1    | Haller 54e                                       | 45     | 3e         |
| 28 janvier   | 16  | Aubervilliers             | Dom. | 1 - 0    | Ntep 68e                                         | 49     | 2e         |
| 4 février    | 17  | LOSC Lille (réserve)      | Ext. | 2 - 0    |                                                  | 50     | 1er        |
| 11 février   | 18  | Avion                     | Dom. | 4 - 0    | Haller 2e Camps 25e Traoré 27e 44e               | 54     | 1er        |
| 18 février   | 19  | Amiens AC                 | Ext. | reporté  |                                                  |        |            |
| 25 février   | 20  | Drancy                    | Dom. | 1 - 0    | Rivieyran 85e                                    | 58     | 1er        |
| 3 mars       | 21  | Alforville                | Ext. | 3 - 1    | Haller 23e                                       | 59     | 1er        |
| 10 mars      | 22  | Valenciennes FC (réserve) | Dom. | 2 - 0    | Haller 51e Camps 85e                             | 63     | 1er        |
| 17 mars      | 23  | Villemomble               | Ext. | 1 - 0    |                                                  | 64     | 1er        |
| 24 mars      | 24  | PSG (réserve)             | Dom. | 2 - 0    |                                                  |        |            |
| 31 mars      | 25  | CA Bastia                 | Ext. | 2 - 0    |                                                  |        |            |
| 7 avril      | 26  | RC Lens (réserve)         | Dom. | 2 - 0    |                                                  |        |            |
| 14 avril     | 27  | Ivry                      | Ext. | 0 - 0    |                                                  |        |            |
| 21 février   | 28  | Poissy                    | Dom. | 3 - 3    |                                                  |        |            |
| 28 février   | 29  | US Moissy-Cramayel        | Ext. | 4 - 2    |                                                  |        |            |
| 5 mai        | 30  | Compiègne                 | Ext. | 1 - 2    |                                                  |        |            |
| 12 mai       | 31  | FC Calvi                  | Dom. | 3 - 2    |                                                  |        |            |
| 19 mai       | 32  | Aubervilliers             | Ext. | 1 - 0    |                                                  |        |            |
| 26 mai       | 33  | LOSC Lille (réserve)      | Dom. | 4 - 0    |                                                  |        |            |
| 2 juin       | 34  | Dunkerque USL             | Ext. | 3 - 1    |                                                  |        |            |

## Équipe réserve 2

### Match amical
| Date       | Adversaire                | Lieu    | Résultat | Buteurs pour l'AJA C |
| ---------- | ------------------------- | ------- | -------- | -------------------- |
| 27 juillet | US Fleury-Mérogis (CFA 2) | Auxerre | 1 - 1    | Cissokho             |

### Championnat
| Date         | N o | Adversaire            | Lieu | Résultat | Buteurs pour l'AJA C                         | Points | Classement |
| ------------ | --- | --------------------- | ---- | -------- | -------------------------------------------- | ------ | ---------- |
| 21 août      | 1   | SR St Dié             | Dom. | 4 - 1    | Nyamwisi 12e 71e Goux 15e Peron 90+2e (pen.) | 4      | 1er        |
| 27 août      | 2   | FC Chaumont           | Ext. | 1 - 2    | Tresor Peron                                 | 8      | 1er        |
| 4 septembre  | 3   | AS Belfort Sud        | Dom. | 3 - 1    | Lahzaiti 14e (pen.) Nyamwisi 61e 72e         | 12     | 1er        |
| 10 septembre | 4   | Jarville JF           | Ext. | 0 - 2    | Vandenbossche Touré                          | 16     | 1er        |
| 25 septembre | 5   | GS Neuves-Maisons     | Dom. | 4 - 1    | Lazhaiti Ntep Mohamed                        | 20     | 1er        |
| 8 octobre    | 6   | US Forbach            | Ext. | 2 - 0    |                                              | 21     | 3e         |
| 23 octobre   | 7   | AS Illzach Modenheim  | Dom. | 3 - 1    | Peron 15e, Kaba 76e, Mohamed 89e             | 25     | 1er        |
| 5 novembre   | 8   | ES Tahon              | Ext. | 3 - 4    | Kaba 34e Nyamwisi 39e 70e (pen.) 88e         | 29     | 1er        |
| 13 novembre  | 9   | RC Strasbourg         | Dom. |          |                                              |        |            |
| 27 novembre  | 10  | FC Steinseltz         | Ext. |          |                                              |        |            |
| 4 décembre   | 11  | Dijon FCO (réserve)   | Dom. |          |                                              |        |            |
| 17 décembre  | 12  | SC Schiltigheim       | Ext. |          |                                              |        |            |
| 15 janvier   | 13  | CA Pontarlier         | Dom. |          |                                              |        |            |
| 29 janvier   | 14  | FC Saint-Louis Neuweg | Dom. |          |                                              |        |            |
| 4 février    | 15  | Vesoul HSF            | Ext. |          |                                              |        |            |
| 12 février   | 16  | FC Chaumont           | Dom. |          |                                              |        |            |
| 18 février   | 17  | AS Belfort Sud        | Ext. |          |                                              |        |            |
| 4 mars       | 18  | Jarville JF           | Dom. |          |                                              |        |            |
| 11 mars      | 19  | GS Neuves-Maisons     | Ext. |          |                                              |        |            |
| 18 mars      | 20  | US Forbach            | Dom. |          |                                              |        |            |
| 24 mars      | 21  | AS Illzach Modenheim  | Ext. |          |                                              |        |            |
| 1er avril    | 22  | ES Tahon              | Dom. |          |                                              |        |            |
| 15 avril     | 23  | RC Strasbourg         | Ext. |          |                                              |        |            |
| 22 avril     | 24  | FC Steinseltz         | Dom. |          |                                              |        |            |
| 29 avril     | 25  | Dijon FCO (réserve)   | Ext. |          |                                              |        |            |
| 6 mai        | 26  | SC Schiltigheim       | Dom. |          |                                              |        |            |
| 12 mai       | 27  | CA Pontarlier         | Ext. |          |                                              |        |            |
| 19 mai       | 28  | FC Saint-Louis Neuweg | Ext. |          |                                              |        |            |
| 27 mai       | 29  | Vesoul HSF            | Dom. |          |                                              |        |            |
| 2 juin       | 30  | SR St Dié             | Ext. |          |                                              |        |            |